# ستيفن أندرسون (سياسي)
ستيفن أندرسون (بالإنجليزية: Steven Andersson)‏ هو سياسي أمريكي، ولد في 15 أغسطس 1964. حزبياً، نشط في الحزب الجمهوري. وقد انتخب عضو مجلس نواب إلينوي.